# Andrea Vannucchi
Andrea Vannucchi (Pistoia, 1965) is een Italiaanse organist en muziekpedagoog.

## Levensloop
Andrea Vannucchi is gediplomeerd orgel, orgelcompositie en pianoforte van het Conservatorium Luigi Cherubini in Firenze en gediplomeerd klavecimbel het Conservatorium Girolamo Frescobaldi van Ferrara.
Van 1993 tot 1996, heeft hij zijn studies verder gezet in het Amsterdamse Sweelinck Conservatorium bij Jacques van Oortmerssen en er het diploma van orgelsolist behaald (Uitvoerend Musicus).
Hij won prijzen, zoals:
- 1990: Derde prijs in het nationaal orgelconcours "Città di Milano".
- 1994: Eerste prijs voor het internationale orgelconcours (duo) op orgelpositief in de internationale orgelwedstrijd van Brugge, in het kader van MAfestival Brugge.
- 2007: Derde prijs  in het orgelconcours van Innsbruck (2007).

Andrea Vannucchi is organist-titulaire van het beroemde Willem Hermansorgel (1664) in de kerk van St. Ignatius (Heilige Geest) in Pistoia. Zijin cd's werden door uitgekomen bij La Bottega Discantica (Milaan) en Elegia Classics (Turijn). Hij gaf soloconcerten in Europa en Japan.
Hij doceert in de Shirakawa Italian Organ Music Academy (Japan) en aan het Conservatorio di Musica Francesco Morlacchi Perugia (Italië). 